# واهان‌دوخت یرقیان
واهان‌دوخت یرقیان (ارمنی: Վահանդուխտ Վահանի Երեղյան؛ انگلیسی: Vahandukht Yereghyan زاده ۱۸ ژانویهٔ ۱۹۴۵) یک معمار اهل ارمنستان است.

## زندگی‌نامه
وی در در ایروان به دنیا آمد و از دانشگاه ملی پلی‌تکنیک ارمنستان (۱۹۶۹) فارغ‌التحصیل گشت. وی عضو اتحادیه معماران ارمنستان (۱۹۷۹) می‌باشد. وی همچنین برندهٔ جوایزی همچون جایزه دولتی جمهوری ارمنستان شده است.